# Luciano Lilloni
Luciano Lilloni (Milano, 25 settembre 1929 – Luino, 28 aprile 2000) è stato uno scacchista italiano.

## Carriera scacchistica
Ottenne il titolo di Maestro a tavolino FSI nel 1952, conseguendo il 9º posto nel Campionato Italiano.
Per corrispondenza conquistò per due anni consecutivi (1959 e 1960) il titolo di Campione italiano ASIGC.
A livello internazionale conseguì la 1º Norma di Maestro Internazionale ICCF.
Suo padre era il famoso artista Umberto Lilloni, caposcuola del Chiarismo lombardo.

## Giurista e Scrittore
Studioso del Diritto, avvocato e notaio per moltissimi anni in Laveno Mombello (VA) poi in Milano, non si accontentò dei criteri interpretativi correnti ed approfondì l'interazione tra logica 'formale' e logica ‘dialettica’ nella comprensione pregnante del Diritto: ne nacque la pubblicazione a Milano nel 1988/89 del Libro sulla filosofia del diritto intitolato Per l'avvento di una nuova Logica Giuridica.
Appassionato di egittologia e di storia, scrisse il romanzo I Dialoghi del Castello d'Aten, col quale ritenne di cogliere le discrepanze tra risultanze di testi e di reperti con le interpretazioni ufficiali date da storici anche di grande fama, con l'intento di metterne in evidenza le inesattezze e le imprecisioni.
Morì a seguito di lunga malattia a Luino il 28 aprile 2000.